# Бузавлик (присілок)
Бузавли́к (рос. Бузавлык, башк. Быҙаулыҡ) — присілок у складі Хайбуллінського району Башкортостану, Росія. Входить до складу Самарської сільської ради.
Населення — 352 особи (2010; 405 в 2002).
Національний склад:
- башкири — 98%